# コンレイの石棺

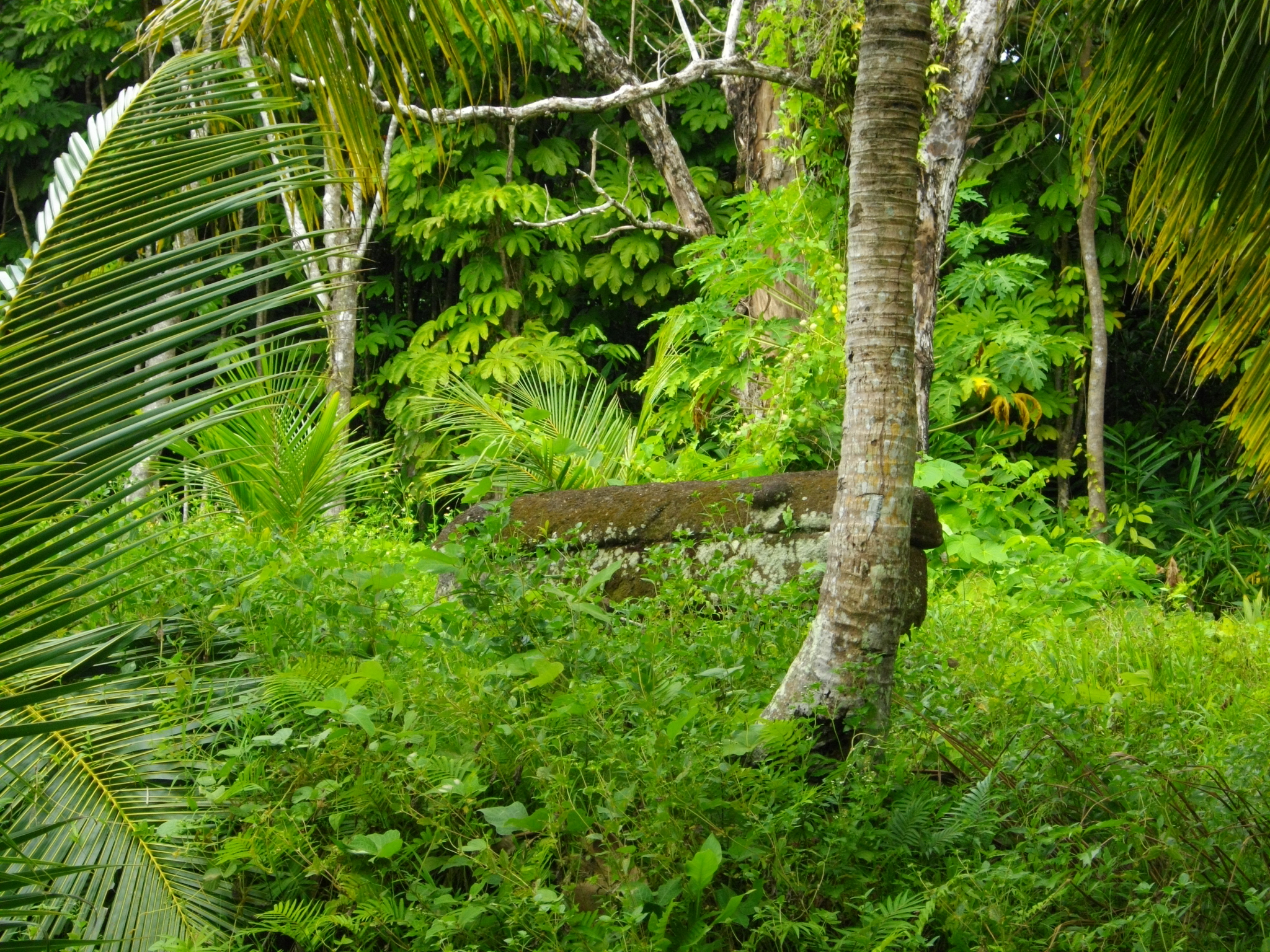
コンレイの石棺

コンレイの石棺（コンレイのせっかん、英語：Tet el Bad Stone Coffin）は、パラオの遺跡。

## 概要
アルコロン州オレイ集落（旧名：コンレイ）にある遺跡で、当集落の酋長集会場に石棺がぽつんと置かれている。パラオ語では「Tet el Bad」という。
全長77寸（約233センチ）、幅22寸（約66センチ）の長方形の棺で、4箇所に突起物がある屋根型の蓋が付いている。1939年（昭和14年）に土方久功が石棺の調査したところ、中には人骨と思われる骨片が散乱していた。鑑定の結果、この墓の主は一人の老女と見られている。
土方の発掘後、この石棺はコロールの南洋庁物産陳列所に運ばれ、陳列されていたが、現在では元の位置に戻されている。
2004年8月26日、この遺跡はユネスコの世界遺産暫定リストに、文化遺産として追加された。